# Cabane de Chanrion
Die Cabane de Chanrion, auch Chanrionhütte, ist eine Schutzhütte der Sektion Genf des Schweizer Alpen-Clubs (SAC). Sie liegt südlich der Barrage de Mauvoisin auf einer Höhe von 2462 m ü. M. in den Walliser Alpen. Die Hütte wurde 1890 in der üblichen Holz-Bauweise mit einem Geschoss und Dachgeschoss erbaut. 1912 wurde die Hütte mit einem zusätzlichen Kreuzgiebel-Anbau, ebenfalls ein Holzbau, erweitert. Nach dieser Vergrösserung bot sie 42 Plätze. 1938 wurde der heute sichtbare Steinbau mit 50 Plätzen errichtet, der später durch einen halbrunden Anbau ergänzt wurde. Eine Besonderheit war die Ausdauer des Hüttenwarts Hubert Bruchez, der von 1919 bis 1969 die Hütte betreute.

## Zugang
Für Wanderer ist die Hütte von Fionnay im Val de Bagnes in viereinhalb Stunden erreichbar. Die Hütte besitzt keinen Winterraum.

## Übergang
- Singlabiwak in 3 ½ Stunden, 894 Höhenmeter, Schwierigkeitsgrad L.